# Drohobysz
Drohobysz, Drahobysz – notowane na obszarze Polski (Ruś Czerwona) od 1414 roku imię męskie, złożone z członów Droho- ("drogi") i -bysz (być może "pobyt, mienie", "istnienie, życie, bytowanie"). 
Niektóre średniowieczne pewne i możliwe zdrobnienia: Drobysz, Drobyszek, Drobyszko, Drosz, Droszka (masc.).
Drohobysz imieniny obchodzi 18 czerwca.